# Rhinella amabilis
Espèce
Synonymes
- Bufo amabilis Pramuk & Kadivar, 2003

Statut de conservation UICN

 CR B1ab(iii) : 
En danger critique
Rhinella amabilis est une espèce d'amphibiens de la famille des Bufonidae.

## Répartition
Cette espèce est endémique de la province de Loja en Équateur. Elle se rencontre entre 2 050 et 2 200 m d'altitude.

## Description
Rhinella amabilis mesure jusqu'à 82,6 mm.

## Publication originale
- Pramuk & Kadivar, 2003 : A New Species of Bufo (Anura: Bufonidae) from Southern Ecuador. Herpetologica, vol. 59, no 2, p. 270-283.